# Chambre de développement économique de Monaco
Pour les articles homonymes, voir CDE.
La Chambre de développement économique de Monaco (en abrégé CDE) est un organisme qui est chargé d'assurer la promotion des entreprises de Monaco dans la Principauté et à l’international et qui a été présidée, depuis sa création en 1999 et jusqu'en 2006, par Michel Pastor. La CDE est présidée depuis 2009 par Monsieur Michel Dotta.
Annoncé par le Prince Albert II à l'occasion du 10e anniversaire de son avènement le 11 juillet 2015, la CDE a changé son identité en Monaco Economic Board le 14 septembre 2015.

## Mission
Assurer la promotion des entreprises de Monaco en Principauté et à l’international, c’est depuis plus de dix ans le mandat de la Chambre de Développement Economique de Monaco – la CDE, association de droit privé, cofinancée par les cotisations de ses entreprises adhérentes et le soutien du Gouvernement Princier.
Cette mission d’intérêt général recouvre deux métiers bien distincts et complémentaires : l’aide au développement des entreprises monégasques et la recherche de nouveaux investisseurs étrangers.
En réponse aux attentes des entreprises membres et en liaison avec le Gouvernement Princier, la CDE met en œuvre dans ses deux métiers une stratégie proactive :
Les services aux entreprises adhérentes :
Notamment l’organisation de missions économiques, en Principauté et à l’étranger ; l’accès aux réseaux de la CDE, à Monaco et à l’étranger, comme par exemple le Corps Diplomatique et Consulaire de Monaco ou encore l’International Chamber of Commerce, l’ICC, dont la CDE est Comité national monégasque.
La promotion de Monaco à l’étranger :
En partenariat avec les institutions monégasques, aux côtés d’acteurs économiques privés, organisation et/ou participation à des événements de présentation des atouts de la Principauté, aux salons dédiés à l’investissement, etc. Depuis 2009, cette mission de prospection s’est élargie à la recherche d’investisseurs étrangers pour le développement de projets liés aux grands thèmes qui font de Monaco un site unique en matière de qualité de la vie – sécurité, éducation, santé, environnement, etc.
L’accueil personnalisé des investisseurs et de nouveaux adhérents :
La CDE accompagne et suit les démarches administratives de tout nouvel investisseur en phase d’implantation effective.
Elle joue pleinement son rôle de fédérateur des différents acteurs économiques de Monaco, et assure une interface active entre le secteur privé et le secteur public. Les équipes de la CDE collaborent de manière étroite avec le Gouvernement Princier pour faire avancer les dossiers d’investissement déjà effectués en Principauté, et / ou ceux en projet. Elles servent également de relais entre les adhérents de la CDE et les autorités monégasques.